# Maquis
Maquis (französisch le maquis, italienisch und korsisch la macchia) bezeichnet ursprünglich den undurchdringlichen Buschwald (Macchie) in den Mittelmeerländern. Da sich im Maquis traditionell Banditen und Gesetzlose versteckt haben, wird der Begriff häufig im Femininum la maquis als Synonym für Untergrundbewegung verwendet.

## Frankreich

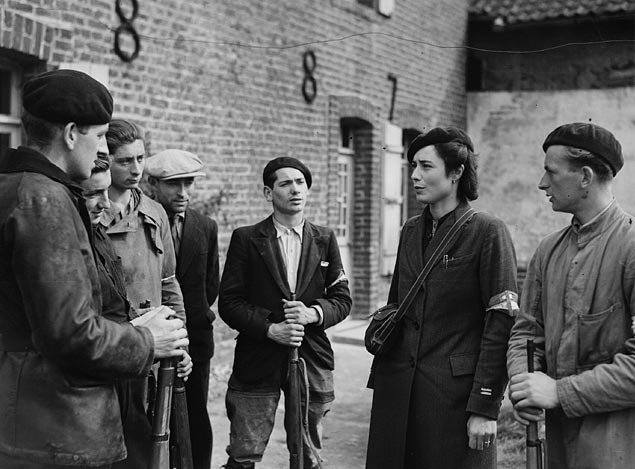
Der Maquis in Wimille, 1944

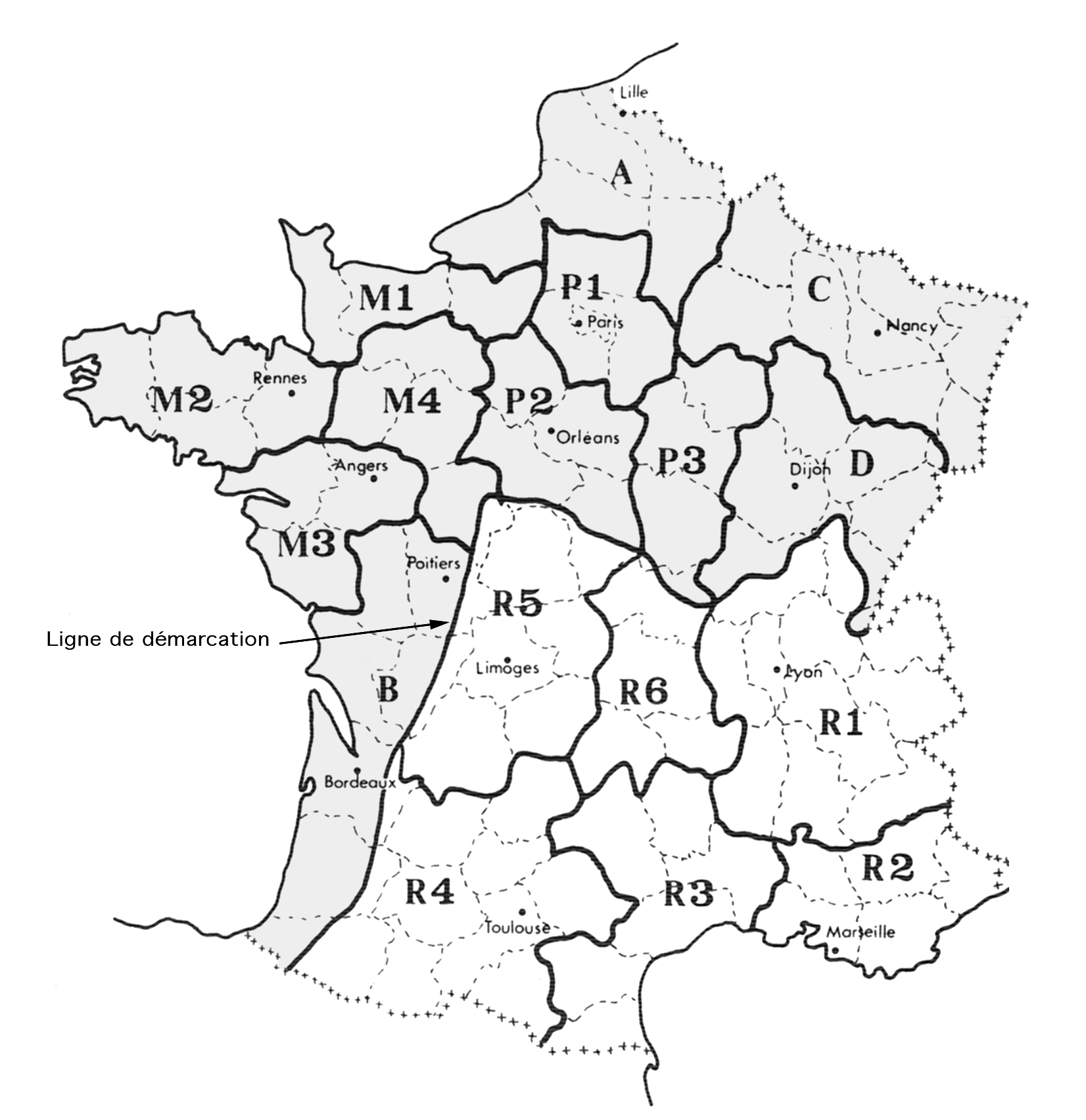
Regionalgliederung der Résistance

Als Maquis (oder auch als Maquisards) werden insbesondere die französischen Partisanen der Résistance bezeichnet, die sich im Zweiten Weltkrieg in Wäldern und Bergen und anderen wenig bevölkerten Gebieten versteckten. Von dort aus bekämpften sie als erste die deutschen Besatzungstruppen in Frankreich.
Der Maquis hatte verstärkten Zulauf, als Franzosen im Rahmen des Service du travail obligatoire (STO) für den Arbeitsdienst in Deutschland verpflichtet werden sollten. Wer sich seiner Dienstpflicht entziehen wollte, „verschwand in die Natur“. Ein Problem, das dadurch verstärkt wurde, war der chronische Mangel an Waffen und Ausrüstung: Es war für die Alliierten sehr schwierig, die Untergrundkämpfer zu versorgen, teilweise fehlte dazu auch der politische Wille. Viele Maquisards schlossen sich einer der Résistance-Gruppen an, manche blieben offenbar auch einfach nur im Untergrund. Später spielte der Maquis als eine der Gruppen der Résistance eine wichtige Rolle bei der Befreiung Frankreichs. Innerhalb des Maquis hatte sich im August 1943 mit der Freischar Freies Deutschland auch eine Gruppe deutschsprachiger, zumeist kommunistischer Widerstandskämpfer militärisch organisiert (u. a. Norbert Beisäcker, Ernst Buetzov, Martin Kalb und Otto Kühne).
Nach Kriegsende wurde seine Rolle in der Besatzungszeit durch die Regierung von Charles de Gaulle zwiespältig behandelt. Einerseits war die Widerstandstätigkeit die Begründung, warum man sich jetzt als Siegermacht fühlte, andererseits wollte de Gaulle die politischen Ansprüche der mehrheitlich eher linken, vielfach auch kommunistischen Maquisards neutralisieren. Der Maquis wurde so zu einem Mythos ohne politische Folgen.

## Spanien
Als „Maquis“ werden auch die Widerstandsgruppen bezeichnet, die den Kampf gegen Francos Regime noch nach der Niederlage der Republik im Spanischen Bürgerkrieg im Untergrund fortsetzten.

## Trivia
Im Star Trek Franchise (insbesondere in den Fernsehserien Deep Space Nine und Voyager) ist eine Gruppe Abtrünniger Föderationsbürger so benannt.
Im Film Der Pfad kommt eine in den Pyrenäen angesiedelte Widerstandsgruppe vor, bei der es sich laut Aussage einer Widerstandskämpferin aus der Gruppe um Maquis handelt.